# The Steeple Chase
Pour les articles homonymes, voir Steeple chase.
Pour plus de détails, voir Fiche technique et Distribution.
The Steeple Chase est un dessin animé de Mickey Mouse produit par Walt Disney pour United Artists et sorti le 30 septembre 1933.

## Synopsis
Mickey est un jockey et participe à une course d'obstacle sur Thunderbolt (Coup de foudre). Le propriétaire du cheval, le Colonel, a parié tout ce qu'il avait sur la monture. Mais une fois dans le starting-block, le garçon d'écurie fait une gaffe en frappant le cheval, le rendant incapable de courir. En désespoir de cause, Mickey loue un costume de cheval et y met le maladroit. Ils essayent alors de rattraper le retard mais restent accrochés à une haie. Par chance, des abeilles ont piqué Thunderbolt et il court jusqu'à la victoire.

## Fiche technique
- Titre original : The Steeple Chase
- Autres Titres[1] :
  - Argentine : La Carrera de obstáculos
  - Suède : Våga, vinn hästen min
- Série : Mickey Mouse
- Réalisateur : Burt Gillett
- Animateur: Dick Huemer
- Voix : Walt Disney (Mickey), Marcellite Garner (Minnie)
- Producteur : Walt Disney, John Sutherland
- Distributeur : United Artists
- Date de sortie : 30 septembre 1933[2]
- Format d'image : Noir et Blanc
- Musique : Frank Churchill
- Son : Mono RCA Photophone
- Durée : 6 min
- Langue : (en)
- Pays :  États-Unis